# 遠藤三郎 (陸軍軍人)
遠藤 三郎（えんどう さぶろう、1893年1月2日 - 1984年10月11日）は、日本の陸軍軍人。陸士26期恩賜・陸大34期恩賜。最終階級は陸軍中将。

## 経歴
山形県小松町（現川西町）出身。呉服商・遠藤金吾の三男として生まれた。高等小学校、仙台陸軍地方幼年学校（優等）、中央幼年学校を経て、1914年（大正3年）5月、陸軍士官学校（26期）を優等で卒業、同年12月、砲兵少尉に任官し横須賀重砲兵連隊付となった。陸軍砲工学校高等科を優等で卒業し、陸軍重砲兵射撃学校教官などを経て、1922年（大正11年）11月、陸軍大学校（34期）を優等で卒業した。

1923年（大正12年）9月、第1師団野戦重砲兵第3旅団第1連隊第3中隊隊長（大尉）時、関東大震災があり、大島町内に臨時駐屯した旅団司令部で参謀として任務に就く。朝鮮人と中国人の保護拘置を警察に依頼するなど救済に尽力するが、別の部隊が亀戸事件を起こし、同じ第1連隊の第6中隊（隊長・佐々木平吉大尉、実行・垣内八洲夫中尉）が王希天殺害事件を起こすことになった。王希天殺害には、野戦重砲兵第3旅団第7連隊の中岡弥高連隊長らの発意と命令があったとされる。

外国籍である王殺害が国際問題になりかねないと判断した陸軍は隠ぺい工作を命令し、遠藤はそれに携わった後、フランス陸軍大学校に留学することになった。この間、フランス大使館付武官は、関東大震災直後には戒厳司令部高級参謀を務めた武田額三から他ならぬ王希天殺害事件を起こした中岡弥高に代わっている。交代までの空白期間中は遠藤が大尉で駐在武官を務めた。このとき大杉栄事件を起こした甘粕が民間人の立場ながら陸軍の世話で留学中で、遠藤は金銭の面倒をみたり、フランス語のできない甘粕のためにフランス国内やスペインの旅行に同行することもあったという。
1929年（昭和4年）5月にフランス陸軍大学校を卒業。帰国後、参謀本部作戦参謀、関東軍作戦主任参謀となり、満州事変では熱河作戦や塘沽協定に参加した。満州事変が起きた1932年（昭和7年）の1月20日に後に731部隊を創設する石井四郎と親交を結んで関東軍の参謀本部では細菌戦を説く石井の主張が支持を得るようになっていった。
陸大教官、野戦重砲兵第5連隊長、参謀本部課長兼陸大教官などを歴任し、1937年（昭和12年）12月、兵科を航空兵科に転じ航空兵大佐となった。兼大本営研究班長、浜松陸軍飛行学校付などを経て、1939年（昭和14年）8月、陸軍少将に進級。直後にノモンハン事件直後の関東軍参謀副長として派遣された。彼はその被害から現在の関東軍ではソ連軍に対抗できないと悟って北進論よりも満州防衛を優先するように主張して、陸軍首脳と意見が衝突し更迭された。
その後、第3飛行団長・陸軍航空士官学校幹事などを歴任。第3飛行団長在任時には中華民国の当時の事実上の首都である重慶の爆撃に携わった。当初の陸軍の爆撃目標は住民の塩切れを狙って塩井であったが、塩井が小さく狙うことが困難なことから独断で目標を揚子江を往来する船舶へ急降下爆撃を行うことに変更した。ところが重慶に停泊中の米国砲艦ツツイラ号の近くにもたびたび落ちたことから、以前のパナイ号事件のときの記憶、直後の日本軍の南部仏印進駐もあって、米国の対日感情を決定的に悪化させる要因の一つとなった。さらに日本軍の目標は絨毯爆撃による事実上の無差別爆撃により中国側の戦意を挫くことに変わっていった。また、遠藤は殺害目的での蒋介石別荘へのピンポイント爆撃も試みたが失敗に終わった。重慶爆撃は、貴重な燃料の消費は大きく、航空員の危険は高く、労多くして功少ない状態であった。そこで、自ら重爆撃機に同乗し数回にわたり重慶爆撃に参加した上で、その実体験に基づくとして、爆撃で建物が破壊されても重慶市街が外側に拡大しているだけで効果的な重要施設が見い出せないこと、絨毯爆撃が非人道的で国際法に触れる恐れあることを指摘して、木下敏陸軍中将に『重慶爆撃無用論』を提出して採用され、1941年（昭和16年）に海軍との共同作戦であった重慶爆撃百二号作戦は打ち切られた。
1942年（昭和17年）12月、陸軍中将となり航空士官学校長に就任した。さらに、陸軍航空本部総務部長、軍需省航空兵器総局長官などを歴任し、兵器産業の国営化と航空機の規格統一に尽力した。1945年（昭和20年）8月の終戦の際には、米英への不信からポツダム宣言受諾に断固反対し、梅津美治郎参謀総長に対して「日本軍軍人ニハ降伏ナキ」と徹底抗戦を主張していた。同年12月、予備役に編入された。
1947年（昭和22年）2月から約一年間、戦犯容疑により巣鴨プリズンに入所した。その後、旧知の企業からの誘いを断り、埼玉県入間郡入間川町（現在の狭山市）の陸軍航空士官学校跡地に入植、農業に従事した。
戦後の1947年（昭和22年）11月、公職追放の仮指定を受ける。追放中の1948年（昭和23年）10月、兵器処理問題に関し、衆議院不当財産取引調査特別委員会に東久邇稔彦、津島寿一、渋沢敬三らとともに証人喚問された。その後は護憲運動と反戦運動に参加し、1953年（昭和28年）には片山哲元首相とともに憲法擁護国民連合結成に参加した。1959年（昭和34年）の第5回参議院議員通常選挙に全国区から無所属で立候補したが落選した。
1955年（昭和30年）11月に片山を団長とする憲法擁護国民連合訪中団に参加し、中華人民共和国を訪問した際の「左派より右派人士やあなたのような元軍人と会いたい」という毛沢東の要請を受け、1961年（昭和36年）8月に日中友好元軍人の会を結成。代表を務める。元軍人ながら親中派だったため、「国賊」「赤の将軍」などと誹りを受け、1974年（昭和49年）に『日中十五年戦争と私 - 国賊・赤の将軍と人はいう』と題した回顧録を著した。

## 毛沢東との会話
遠藤三郎との1956年の会談で毛沢東は「あなたたち日本軍はわれわれの教師だ。我々はあなたたちに感謝しなければならない。あなたたちがこの戦争で、中国国民を教育してくれて、撒かれた砂のような中国国民を団結させることができた。だから、われわれはあなたたちに感謝しなければならない」と話している。　中国共産党指導者であった毛沢東や周恩来は日本が中国を占領してくれたことで国内の民族意識を高めたこと、中国国民党によって壊滅寸前まで追い込まれていた1930年代から矛先が日本へ向かったことで戦前に時間稼ぎと共産主義思想の拡散に成功した。それがあったからこそ、戦後に腐敗によって支持を失っていた中国国民党よりも中国共産党が支持され、日本がいなければ戦力差から国共合作以前では不可能だった国共内戦での勝利と中国共産革命成功へ貢献したことに感謝していたことが判明している。

## 遠藤日誌
遠藤三郎は生涯にわたり膨大な「日誌」を書き残した。これは1904（明治37）年8月1日から、最後の日付1984（昭和59）年9月9日まで一日も欠かさず93冊に及び、「極秘」のスタンプが押された軍事機密書類も数十点含まれる、日本近現代史の貴重な一次資料である。「遠藤日誌」の原本は現在埼玉県狭山市の遠藤家の遺族から狭山市立博物館に一括して寄託され、研究者の閲覧は可能である。

## 著書
- 『日中十五年戦争と私 - 国賊・赤の将軍と人はいう』日中書林、1974年。